# Iakov Rezantsev
Iakov Vladimirovitch Rezantsev (en russe : Яков Владимирович Резанцев), né le 17 juin 1973 dans le village d'Elbanka (kraï de l'Altaï, RSFSR, URSS) et mort le 25 mars 2022 à Tchornobaïvka, est un officier de l'Armée de terre russe, commandant de la 49e armée interarmes du district militaire Sud depuis août 2020, lieutenant-général depuis 2021.

## Biographie
Après son engagement dans les forces armées en 1990, Iakov Rezantsev est diplômé de l'École supérieure de commandement interarmes d'Extrême-Orient Rokossovsky (1994), de l'Académie interarmes des forces armées de la fédération de Russie (2002) et de l'Académie militaire de l'état-major général des forces armées de la fédération de Russie (2008). Il est diplômé de toutes les universités militaires avec des médailles d'or.
De 2010 à 2011, il commande la 57e brigade de fusiliers motorisés de la Garde. De 2011 à 2013, il est commandant de la 7e base militaire. En 2013, il reçoit le grade militaire de major-général. De 2013 à 2016, il sert comme chef d'état-major de la 20e armée de la Garde du district militaire ouest.
De 2018 à août 2020, il est commandant de la 41e armée interarmes du district militaire central (à Novossibirsk).
À partir d'août 2020, Iakov Rezantsev commande la 49e armée interarmes du district militaire sud (à Stavropol).
En 2021, il reçoit le grade militaire de lieutenant-général. Il participe à l'intervention militaire de la Russie en Syrie.

### Mort
Selon des informations préliminaires ukrainiennes (selon le député ukrainien Iouri Myssiaguine (uk)), Iakov Rezantsev serait mort le 25 mars 2022, après avoir subi les tirs d'artillerie ukrainiens contre des positions de l'armée russe dans l'aéroport occupé de Kherson près du village de Tchornobaïvka, lors de l'offensive du Sud de l'Ukraine.
Sa mort n'est cependant pas confirmée par la Russie.

## Décorations
- Ordre du mérite militaire (2020)
- Ordre du Mérite pour la Patrie, degré IV (2019)
- Ordre d'Alexandre Nevski
- Médaille de Souvorov
- Médaille « Participant à l'opération militaire en Syrie »
- Ordre du courage (8 décembre 2016, Abkhazie) – « pour l'exécution exemplaire des tâches de maintien de la paix afin d'assurer la sécurité et l'inviolabilité de la frontière d'État de la République d'Abkhazie »[6]
- Médaille « Pour le courage militaire » (Abkhazie)
- Médaille « Pour la fraternité d'armes » (Abkhazie)[7]
- Médailles russes